# درب باز
درب باز (به انگلیسی: The Open Door) دومین آلبوم استودیویی از گروهٔ راک آمریکایی اونسنس می‌باشد که در ۲۵ سپتامبر ۲۰۰۶ توسط وایند-آپ رکوردز منتشر شد.